# Xsports
A Xsports é uma rede de televisão brasileira do segmento esportivo sediada em São Paulo, capital do estado homônimo, que entrou no ar oficialmente em 16 de agosto de 2025. Pertence à rede de lojas Kalunga, da qual também fazia parte sua antecessora Ideal TV, que operou entre 2013 e 2025, tendo sido substituída em sinal aberto entre 2020 e 2021 pela Loading, outro projeto de rede de televisão segmentada da Kalunga. A Xsports é o segundo canal voltado ao esporte na televisão aberta brasileira desde o Esporte Interativo, entre 2007 e 2018.

## História

### Antecedentes
Com o encerramento das atividades da MTV Brasil em 30 de setembro de 2013, ocasionado pela devolução da marca à Viacom (hoje Paramount Skydance Corporation), a Abril Radiodifusão relançou por volta da meia noite do dia 1.° de outubro a Ideal TV, que havia sido um canal pago entre 2007 e 2009 com conteúdo voltado ao empreendedorismo. Desde o relançamento, o canal exibia apenas reprises de seus programas desta época e boletins rápidos sobre previsão do tempo e notícias do dia-a-dia, sem narração, com apenas imagens e um fundo musical. No dia 18 de dezembro de 2013, a Abril iniciou o processo de venda das concessões e de suas instalações à Spring Comunicação, que adquiriu a emissora dois dias depois. Em junho de 2014, os irmãos José Roberto Garcia e Paulo Sérgio Garcia, proprietários da Kalunga, tornaram-se sócios de Maluf. A ideia inicial da Spring era criar uma emissora de televisão com foco em cinema, música, entretenimento e o mundo das celebridades aos moldes do canal norte-americano E!. No entanto, o projeto nunca saiu do papel e o canal passou a arrendar toda a sua programação para o AgroBrasil TV (2014), Rede Mundial (2014-2017; 2018-2025), TV Universal (2017-2018) e a emissora federal NBR (2018).
Em outubro de 2020, é circulado pela imprensa um novo projeto de televisão aberta, agora sob responsabilidade da Kalunga, que desde 2017 passou a ser a única dona da Ideal TV e tendo como foco o conteúdo geek. O canal, sob o nome de Loading, foi oficialmente lançado no dia 7 de dezembro. Cinco dias antes, por volta das 19h58min, a programação da Rede Mundial foi substituída por um piloto da futura emissora. A Ideal passou a ser transmitida apenas pelas parabólicas.
Porém, no dia 27 de maio de 2021, a Kalunga anunciou a demissão de todos os seus funcionários, encerrando as operações do canal e substituindo as atrações por reprises e episódios inéditos de alguns animes restantes, além do jornal De Olho no Mundo. Um dos motivos apontados seria uma crise financeira da empresa, com dívidas que somadas chegavam a R$480 milhões. Com o fim da Loading, ex-funcionários da empresa acusaram a Kalunga de descumprir direitos trabalhistas, além das más condições de trabalho.
A Loading ficou no ar até às 23h59min do dia 27 de novembro de 2021 e por volta da meia noite do dia 28, a emissora teve o sinal interrompido e substituído por cultos da Igreja Mundial do Poder de Deus, marcando o retorno da Ideal TV, que exibia a programação regular apenas nas madrugadas, sendo restrita ao Jornal Ideal. O retorno da Ideal seria provisório enquanto questões envolvendo as concessões da emissora eram resolvidas na justiça, já que o canal havia sido cassado no dia 19 de agosto por não comunicar ao governo federal, através do Ministério das Comunicações, sobre a transferência das concessões da Abril Radiodifusão à Spring em 2013, tornando a venda ilegal. Todavia, em outubro de 2024, o processo de anulação das concessões foi revogado mediante a um acordo entre a Abril Radiodifusão e o Ministério Público Federal.

### Surgimento da emissora

Logotipo provisório da emissora, sendo apresentado em dezembro de 2024 durante o lançamento do site oficial

Os primeiros rumores sobre a estreia da Xsports surgiram em novembro de 2024 através de uma matéria feita pelo colunista Flávio Ricco ao Portal Leo Dias. Naquela ocasião, os sócios da Kalunga chegaram a negociar em outubro os direitos de transmissão de alguns eventos na Sportel, uma feira esportiva realizada em Monte Carlo, no Mónaco. Em dezembro, a Kalunga colocou o site oficial no ar.
A previsão inicial de estreia foi marcada para o primeiro semestre de 2025, mas o canal sofria com a dificuldade de adquirir direitos de transmissão de eventos esportivos relevantes. Até mesmo acordo com equipes de divisões inferiores do Campeonato Brasileiro de Futebol chegaram a ser cotados. A emissora também já havia fechado parceria com uma bet não divulgada para questões de patrocínio.
Em 9 de junho de 2025, surge a notícia de que a Kalunga estaria em negociações avançadas com a ESPN para a exibição e produção de programas do futuro canal, além de transmissões de eventos esportivos para serem exibidos ao vivo por intermédio do Sinal aberto; os campeonatos em questão seriam a La Liga, Premier League, Campeonato Italiano de Futebol – Série A, Primeira Liga, EFL Championship, Copa do Rei e Copa da Alemanha. O contrato entre a Xsports e a ESPN se concretizou no dia 24 de julho do mesmo ano para a exibição dos torneios. A prioridade das escolhas dos jogos segue sendo da ESPN; o canal pertencente à Kalunga ficaria responsável pela narração, comentários, equipe técnica e produção do conteúdo dos jogos que tem menos relevância dos eventos. O projeto de parceria é inspirado no extinto canal Esporte Interativo. Ao portal Lance!, a ESPN explicou a parceria:
"A ESPN e a Xsports fecharam um acordo para sublicenciamento de direitos de transmissões de determinadas partidas da Premier League, LaLiga, Serie A Italiana, Liga Portugal, EFL Championship, Copa do Rei e Copa da Alemanha. Os jogos serão exibidos no território nacional através da TV aberta pela Xsports, que será responsável por toda a produção do conteúdo, incluindo equipe técnica, narradores e comentaristas. Ao mesmo tempo, a ESPN mantém seu compromisso com uma cobertura esportiva robusta e multiplataforma. Nos canais lineares e no streaming via Disney+, o fã do esporte segue contando com o mais completo e exclusivo catálogo de futebol europeu, exibindo mais de 1000 jogos exclusivos ao público. Além da Premier League, LaLiga, Serie A Italiana, Liga Portugal, EFL Championship, Copa do Rei e Copa da Alemanha, a ESPN e o Disney+ seguem oferecendo a melhor cobertura e transmissão das Copas Libertadores e Sudamericana.
A coletiva de imprensa para o lançamento oficial da emissora foi marcada para o dia 6 de agosto no Hotel Unique às 9 da manhã, em São Paulo, de onde iniciaria uma "contagem regressiva" para a inauguração oficial, marcada para acontecer no dia 16 do mesmo mês. Henrique Meira, ex-BandSports, foi escolhido para ser o diretor do canal. Entre os primeiros contratados da Xsports, foram anunciados: o narrador Milton Leite e o comentarista Mauro Beting. A emissora também chegou a negociar e adquirir os direitos de transmissão da NASCAR Cup Series, que pertenciam até 2024 ao Grupo Bandeirantes de Comunicação e teve algumas coberturas no Canal 21. Com a compra da NASCAR, o canal fechou a contratação do jovem narrador Aldo Luiz.

### Primeiros meses
Três dias antes do início das transmissões da Xsports na Ideal TV, em 2 de agosto de 2025, a Igreja Mundial do Poder de Deus arrendou a frequência 33.1 (33) de São Paulo, antes pertencente a Top TV, passando a exibir o conteúdo da Rede Mundial por lá.
À meia noite do dia 6 de agosto, o sinal da Rede Mundial é interrompido na Ideal TV (que diferente da época da Loading, não ficou restrita às parabólicas) e sendo substituído pelo telejornal Mundo em Foco (produzido em parceria com a Agence France-Presse), que ficou no ar por aproximadamente duas horas. Com o fim do telejornal e ainda na madrugada, entrou no ar um banner da Xsports, sendo mesclado com teasers da nova programação e vinhetas em loop até o dia do início das transmissões. Em meio a coletiva de imprensa realizada no mesmo dia, o canal também anunciou as aquisições da Liga de Diamante, Novo Basquete Brasil, Euroliga, Liga dos Campeões da Europa de Voleibol e a Global Champions Tour.
A Xsports iniciou oficialmente as suas transmissões ás 10h da manhã do dia 16 de agosto, conforme previsto pela emissora. O programa Tapete Verde foi o responsável por inaugurar as transmissões após uma semana exibindo chamadas, vinhetas e institucionais em loop, antecedendo a cobertura do jogo entre Tottenham e Burnley pela primeira rodada da Premier League de 2025–26. O canal também confirmou as transmissão da Copa da Argentina e da J-League, se somando aos eventos já adquiridos.
O primeiro dia de exibição rendeu à Xsports 0,1 ponto de média na Grande São Paulo — o suficiente para superar TVs tradicionais, como a TV Gazeta, empatar com a Redevida e a TV Aparecida, além de alcançar metade da média da RedeTV!, chegando à quarta colocação em vários momentos do dia. A cobertura da Supercopa da Alemanha registrou uma marca de 0,2 ponto, empatando com a RedeTV!, enquanto que a partida entre Tottenham e Burnley chegou a vencer a Band por alguns minutos. Em seus três primeiros dias, alcançou uma soma de 2,5 milhões de telespectadores, o que equivale a 3,1 pontos de audiência domiciliar. O pico máximo foi de 0,41 ponto, registrado no dia 18 de agosto, batendo o recorde anterior que era de 0,33 ponto durante a transmissão de Alverca e Braga pela Primeira Liga no dia anterior (17).

## Programação

### Direitos de transmissão
- Liga de Diamante[43]
- Ultimate Tennis Showdown (UTS)[43]
- Bundesliga[43]
- Novo Basquete Brasil[43]
- Euroliga[43]
- Liga dos Campeões da Europa de Voleibol[43]
- Global Champions Tour[43]
- NASCAR Cup Series[40]
- Premier League[43]
- La Liga[43]
- Campeonato Italiano de Futebol – Série A[43]
- Primeira Liga[43]
- EFL Championship[43]
- Copa do Rei[43]
- Copa da Alemanha[43]
- Copa da Argentina[46]
- J-League[46]
- National Women's Soccer League[49]
- Liga Conferência da UEFA

### Programas
- Mundo em Foco (jornal com notícias da AFP)
- Football Review
- The Inside Line
- Central X
- Tapete Verde
- Ultimate Clash
- Football's Greatest Stage
- Heroines
- Combate Total (Total Combat)
- Chill